# Трудовые резервы (стадион, Курск)
«Трудовы́е резе́рвы» — многофункциональный стадион в Курске, домашняя арена футбольного клуба «Авангард». Вмещает более 11 тысяч зрителей. 
Стадион имеет две трибуны и легкоатлетические дорожки.

## История
Стадион «Трудовые резервы» построен в 1948 году, когда его вместимость составляла не более семи тысяч зрителей. Серьёзной реконструкции главный стадион Курской области подвергался в 1961—1963 и 1988—1992 годах, после чего его вместимость увеличилась до сегодняшних 11 329 мест. 
Долгое время стадион находился в неприглядном состоянии, так как большая часть арены (кроме Северной трибуны) находилась в федеральной собственности — принадлежала Центральному Совету спортивного общества «Трудовые резервы». Только в 2006 г. стадион был полностью передан на баланс Курской области, после чего местные власти стали вкладывать средства в новую реконструкцию данного сооружения. Ещё в 2005 г., в дебютном сезоне курского «Авангарда» в первом дивизионе, поле стадиона было оборудовано системой подогрева. На следующий год были реконструированы беговые дорожки и газон футбольного поля. Сейчас он отвечает всем требованиям и, по мнению тренеров и футболистов приезжих команд, является одним из лучших в Черноземье. В 2007 году стадион был оборудован современным освещением, что позволяет проводить матчи в любое время. В 2011—2012 годах трибуны «Трудовых резервов» подверглись новой масштабной реконструкции, а летом 2017 года у одной из них установлено новое электронное табло.
Домашняя арена курского «Авангарда» в третьем тысячелетии является одной из самых посещаемых в России, как в годы выступления «Авангарда» во второй лиге, так и в первом дивизионе. В своей более чем 70-летней истории «Трудовые резервы» пережили несколько аншлагов. Первый — летом 1972 года, когда «Авангард» сыграл товарищескую встречу со сборной СССР, с Эдуардом Стрельцовым в составе. Второй – в сезоне 1974 года, в домашней игре с «Тереком», когда «Авангард», выступавший в четвёртой зоне второй лиги, вёл борьбу за первенство с грозненским клубом. Последние три аншлага состоялись относительно недавно, в 1/16 финала Кубка России. В 2007 году «Авангард» принимал столичное «Динамо», в 2009 году — пермский «Амкар». В 2017 году курский клуб сенсационно обыграл ЦСКА и впервые в истории вышел в 1/8 Кубка России.
В преддверии финала Кубка России 2018 в СМИ стала муссироваться информация о возможных проблемах с лицензированием обоих финалистов на матчи Лиги Европы в случае победы. В частности, помимо определённых трудностей различного характера, встали вопросы соответствия стадиона курского «Авангарда» требованиям УЕФА. Помимо всего прочего, усилиями видеоблогера Юрия Дудя, внимание общественности привлёк синий гараж, находящийся прямо на стадионе за воротами.

## Инфраструктура
Стадион расположен в самом центре Курска. Рядом с ним находятся три гостиницы, ТЦ Пушкинский, около десяти ресторанов и кафе. Путь от железнодорожного вокзала до стадиона на общественном транспорте занимает 10 минут, а от аэропорта – около 20 минут.